# Солоненко, Денис Викторович
Дени́с Ви́кторович Солоне́нко (род. 25 октября 1992, Винница) — украинский боксёр, представитель полутяжёлой весовой категории. Выступает за сборную Украины по боксу начиная с 2012 года, победитель и призёр первенств национального значения, участник летних Олимпийских игр в Рио-де-Жанейро. Мастер спорта Украины международного класса.

## Биография
Денис Солоненко родился 25 октября 1992 года в Виннице. Окончил Винницкий государственный педагогический университет.
В 2009 году выступал на чемпионате Украины среди юниоров, но сумел дойти только до четвертьфинала. Год спустя боксировал на юношеском международном турнире в Бердичеве, но так же в число призёров здесь не попал.
Начиная с 2012 года выступал на взрослом уровне, в частности регулярно принимал участие в матчевых встречах полупрофессиональной лиги WSB, представляя команду «Украинские атаманы».
В 2014 году выиграл бронзовую медаль на чемпионате Украины в Киеве, одержал победу на международном турнире памяти героев Севастополя. В следующем сезоне на домашнем чемпионате страны в Виннице одолел всех своих соперников в полутяжёлой весовой категории и завоевал награду золотого достоинства.
Занял третье место на олимпийском квалификационном турнире в Венесуэле и благодаря этому удостоился права защищать честь страны на летних Олимпийских играх 2016 года в Рио-де-Жанейро. На Играх, тем не менее, выступил неудачно, уже в стартовом поединке полутяжёлого веса со счётом 0:3 потерпел поражение от азербайджанца Теймура Мамедова и выбыл из борьбы за медали.
После Олимпиады Солоненко остался в основном составе украинской национальной сборной и продолжил выступать на различных соревнованиях. Так, в 2017 году он добавил в послужной список серебряную медаль национального первенства и одержал победу на мемориальном турнире Макара Мазая в Мариуполе.